# Martin Hamaliar
Martin Hamaliar (Bátovce, 1º novembre 1750 – Szarvas, 3 agosto 1812) è stato uno scrittore e pastore protestante slovacco.
Fu un autore di testi religiosi.

## Biografia
Studiò a Banská Štiavnica, a Levoča e il liceo evangelico di Presburgo, l'odierna Bratislava. Nel 1774 si iscrisse all'Università di Jena, in Germania.
Tentò con i noti patrioti slovacchi Bohuslav Tablic e Juraj Palkovič – laureati all'Università di Jena – di fondare una cattedra di lingua e letteratura ceco-slovacca presso il liceo evangelico di Presburgo (1803). Questa iniziativa ebbe successo.

Fu condirettore del ginnasio e predicatore protestante a Banská Štiavnica, quindi parroco evangelico di Szarvas in Ungheria. Szarvas era un centro popolato in maggioranza da abitanti di etnia slovacca.
Anche suo figlio, Martin Hamaliar il Giovane (1783-1835), fu pastore protestante.

## Opere principali
- Materialien zum öffentl. Unterricht in Kirchen und Schulen, Kamenice, 1790
- Orationes, occasione Martin Hamaliar in superintendentem ecclesiarum ... 1796. solemniter inaugurati, dictae, Schemnicii, Sulzer, 1797
- Agenda, Banská Štiavnica, 1798
- De gradibus consanguineitatis et affinitatis; Pašijové veršíky, Prešporok, 1805
- Dvě nábožné písně, Prešporok, 1806
- Dra M. Lutera menší katechismus s historií náboženství, 1814